# Assassinat d'Yitzhak Rabin
L’assassinat d'Yitzhak Rabin, Premier ministre d'Israël, a eu lieu le 4 novembre 1995, à 21 h 30 (heure normale d'Israël), à la fin d'une manifestation et d'un discours en faveur des accords d'Oslo et du processus de paix israélo-palestinien sur la place des Rois d'Israël (en), à Tel-Aviv. L'assassin est un terroriste ultranationaliste juif israélien nommé Yigal Amir, fermement opposé à l'initiative de paix d'Yitzhak Rabin et particulièrement à la signature des accords d'Oslo entre Israël et l'Organisation de libération de la Palestine.

## Contexte

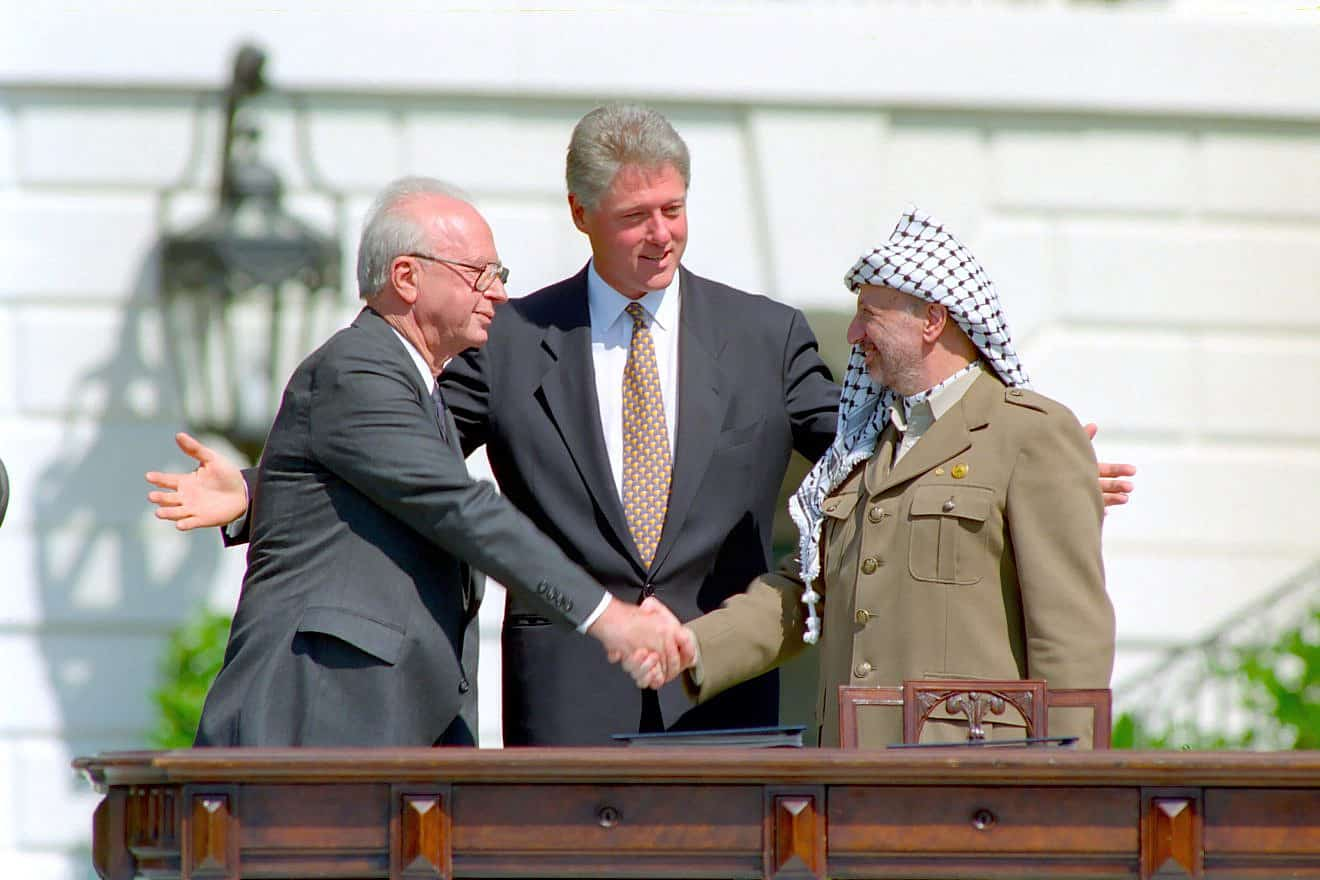
Yitzhak Rabin, Bill Clinton et Yasser Arafat durant les accords d'Oslo le 13 septembre 1993.

L'assassinat du Premier ministre et ministre de la Défense d'Israël Yitzhak Rabin constitue le point culminant du désaccord de la droite israélienne concernant les accords d'Oslo. Malgré ses états de service dans l'Armée de défense d'Israël, Rabin était la cible d'attaques personnelles de la part des conservateurs de l'aile droite et des leaders du Likoud, qui percevaient les accords d'Oslo comme un renoncement aux territoires occupés.
Les conservateurs religieux et les leaders du Likoud étaient convaincus que le retrait de la moindre terre « juive » serait une hérésie. Les manifestations, organisées en partie par le Likoud, ont adopté un ton extrêmement violent. Le leader du Likoud et futur Premier ministre Benyamin Netanyahou accusa le gouvernement d'être « déconnecté de la tradition juive et des valeurs juives ». Netanyahou s'adressa aux contestataires d'Oslo au cours de manifestations où étaient agitées des pancartes et affiches représentant Rabin dans un uniforme nazi SS ou dans le viseur d'un sniper. Rabin accusa alors Netanyahou de provoquer la violence, ce que ce dernier nia énergiquement.

## Yigal Amir
L'assassin est Yigal Amir, né à Herzliya le 23 mai 1970, issu d'une famille de juifs yéménites orthodoxes, ancien étudiant de l'université Bar-Ilan, militant d'extrême droite ultranationaliste, religieuse et néosioniste, opposé aux processus de paix israélo-palestinien, et particulièrement à la signature des accords d'Oslo entre Israël et l'Organisation de libération de la Palestine (OLP) dirigée par Yasser Arafat. Amir s'est opposé énergiquement à l'initiative de paix de Rabin, en particulier la signature des accords d'Oslo, parce qu'il considérait que le retrait de Cisjordanie (dite également Judée-Samarie par les Israéliens) retirerait aux Juifs « l'héritage biblique qu'ils ont récupéré par l'établissement des colonies ». 
Amir s'était convaincu que Rabin était un « rodef », qui désigne dans la loi traditionnelle juive une personne qui met en danger la vie des Juifs. Il espérait lui-même, par son acte, être reconnu en tant que « din rodef » (justice ou permission religieuse extra-judiciaire pour poursuivre voire tuer un autre juif dans un contexte grave), par le fait de supprimer Rabin comme menace pour les Juifs des territoires occupés. D'après le rabbin Arthur Waskow, l'interprétation d'Amir de la notion de « din rodef » est une grosse distorsion de la loi traditionnelle juive[réf. souhaitée].
Yigal Amir était sous surveillance des services de sécurité intérieure d'Israël (Shin Bet), mais les agents chargés de sa surveillance avaient conclu qu'il ne représentait pas une menace pour la vie du Premier ministre.

## Assassinat

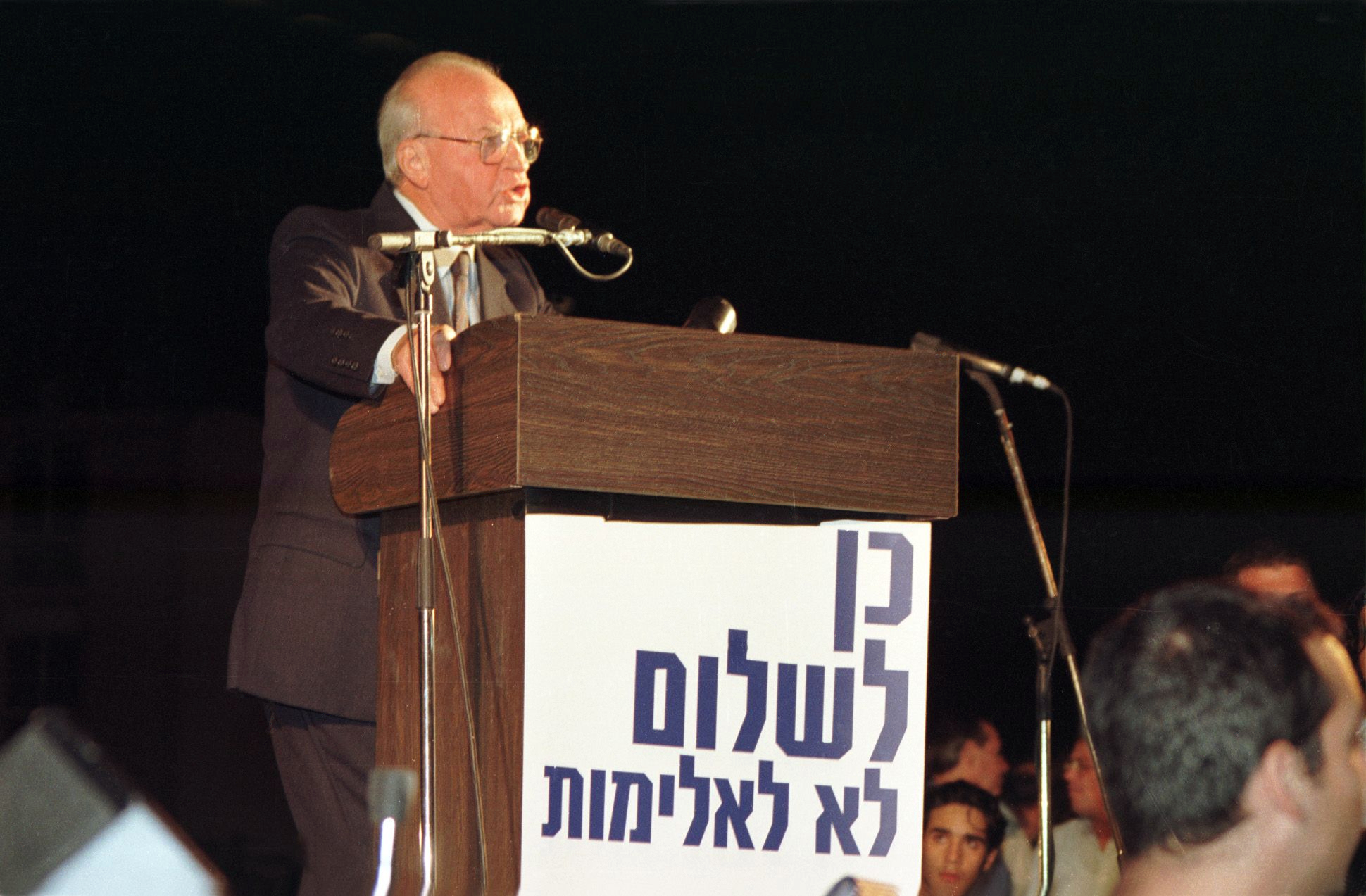
Le Premier ministre Yitzhak Rabin délivrant son discours, peu avant son assassinat.

Après la manifestation et le discours du Premier ministre Yitzhak Rabin en faveur des accords d'Oslo et du processus de paix israélo-palestinien sur la place des Rois d'Israël, et alors que celui-ci sort de l'hôtel de ville et se dirige vers sa voiture, Yigal Amir fait feu sur Rabin à 21 h 40 par trois fois, au moyen d'un Beretta Cheetah .380 ACP, un pistolet semi-automatique, le touchant à la rate, à la poitrine et à la colonne vertébrale. Amir est immédiatement maîtrisé par les gardes du corps de Rabin et arrêté. Le troisième coup manqua Rabin et blessa légèrement l'agent de sécurité Yoram Rubin. L'assassinat du Premier ministre israélien est filmé par Roni Kempler, un photographe amateur, puis diffusé à la télévision israélienne,,.
Rabin fut transporté d'urgence vers l'hôpital Ichilov du Centre médical Sourasky de Tel-Aviv (en), à 500 m de l'attentat mais le transport dura huit minutes à cause des rues bloquées par la police. Sur le coup, Yitzhak Rabin était déjà paralysé et en arrivant à l'hôpital, il était cliniquement mort en raison d'une importante hémorragie et d'une perforation pulmonaire. Il fut cependant intubé puis placé sous respiration artificielle. Pendant 40 minutes, le personnel médical tenta de le réanimer sur la table d'opération. Eithan Haber (en), chef de cabinet de Rabin, annonça la nouvelle de sa mort devant les portes de l'hôpital à 23 h 15.
On a retrouvé dans la poche de Rabin une feuille de papier, tachée de sang, où étaient écrites les paroles de la célèbre chanson israélienne Shir LaShalom (Chanson pour la paix), qui fut chantée à la manifestation et évoque notamment l'impossibilité de ressusciter les morts et donc la nécessité de la paix.

## Réactions et conséquences
L'assassinat d'Yitzhak Rabin a été un choc pour l'opinion publique israélienne. Des manifestations et commémorations ont eu lieu sur la place des Rois d'Israël — renommée plus tard « place Rabin » en son honneur — mais également près du domicile de Rabin, du bâtiment de la Knesset et du domicile de son assassin. Plusieurs autres bâtiments et lieux publics dans le pays ont été depuis rebaptisés du nom d'Yitzhak Rabin.
Les funérailles de Rabin eurent lieu le 6 novembre, surlendemain de l'assassinat, au cimetière du Mont Herzl à Jérusalem, où Rabin fut inhumé. Des centaines de personnalités politiques internationales étaient présentes.
L'acte d'Yigal Amir a été et demeure encore aujourd'hui une source d'embarras pour la communauté religieuse juive. Il a été condamné à la prison à perpétuité par le tribunal compétent de Tel-Aviv, sans avoir jamais regretté son acte.
Un jour de commémoration nationale a été établi à la date anniversaire du jour de sa mort, sur la base du calendrier hébraïque. La place où il fut commis l'assassinat porte désormais le nom d'Yitzhak Rabin, tout comme un grand nombre de rues et d'associations israéliennes. Dix ans après son assassinat, deux cent mille Israéliens se sont rassemblés le 5 novembre 2005 à Tel Aviv sur la place Yitzhak Rabin, désormais symbole de paix. De nombreuses personnalités étaient présentes comme le président israélien Moshe Katsav, la secrétaire d'État américaine Condoleezza Rice, l'ancien président américain Bill Clinton et son épouse Hillary Clinton, alors sénatrice de l'État de New York.
Shimon Peres succède à Yitzhak Rabin comme Premier ministre. Il perd les élections générales anticipées de 1996 face à Benyamin Netanyahou, leader du Likoud et détracteur des accords d'Oslo. 

Le processus de paix israélo-palestinien a été grandement freiné à la suite de l'assassinat de Rabin. Ce meurtre eut également pour conséquence un élargissement de la fracture dans la société israélienne entre les religieux et les laïcs.

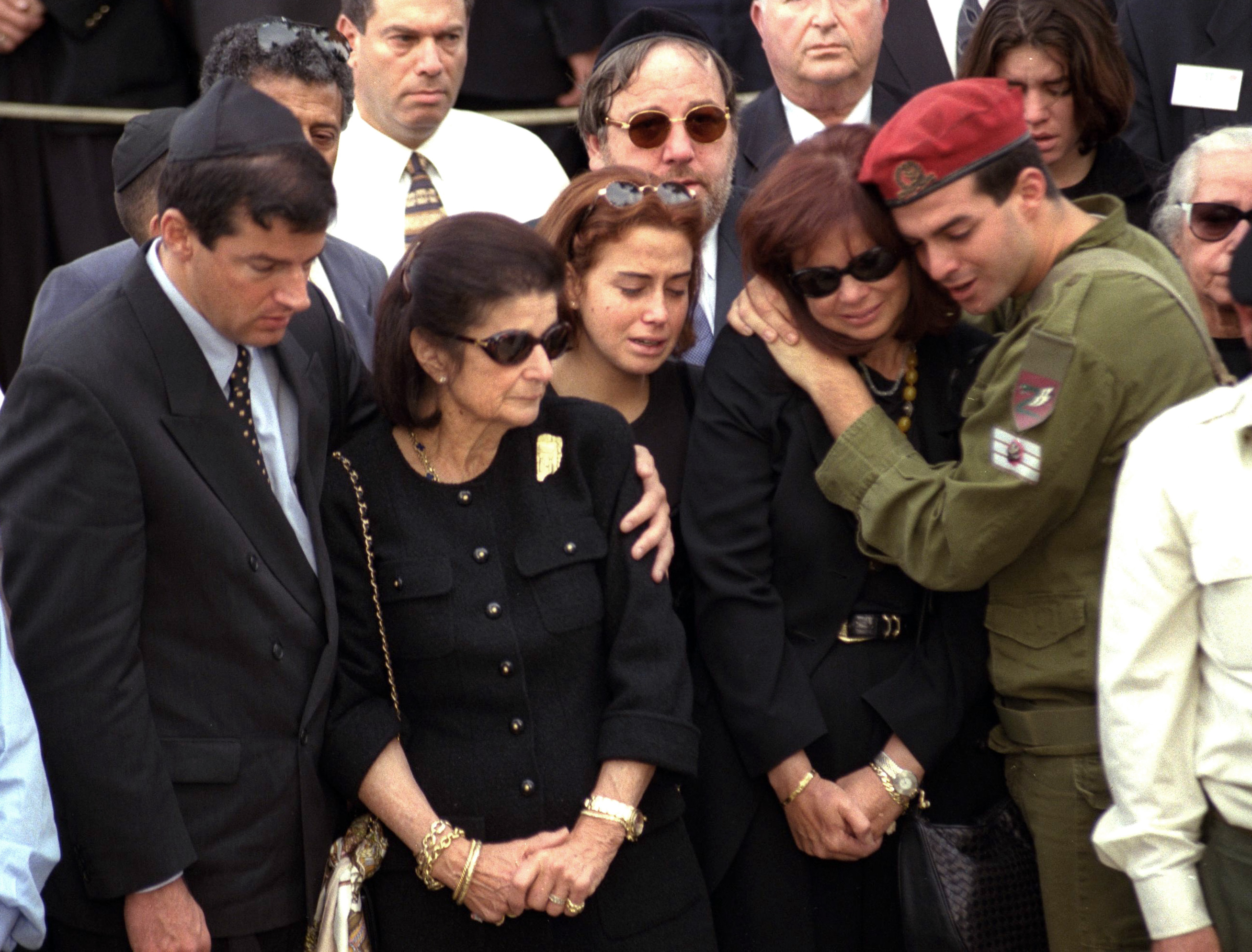
La famille d'Yitzhak Rabin à ses funérailles.
- Bill Clinton, président des États-Unis, prononçant un discours à l'occasion des funérailles de Rabin, en l'appelant Haver (l'ami).
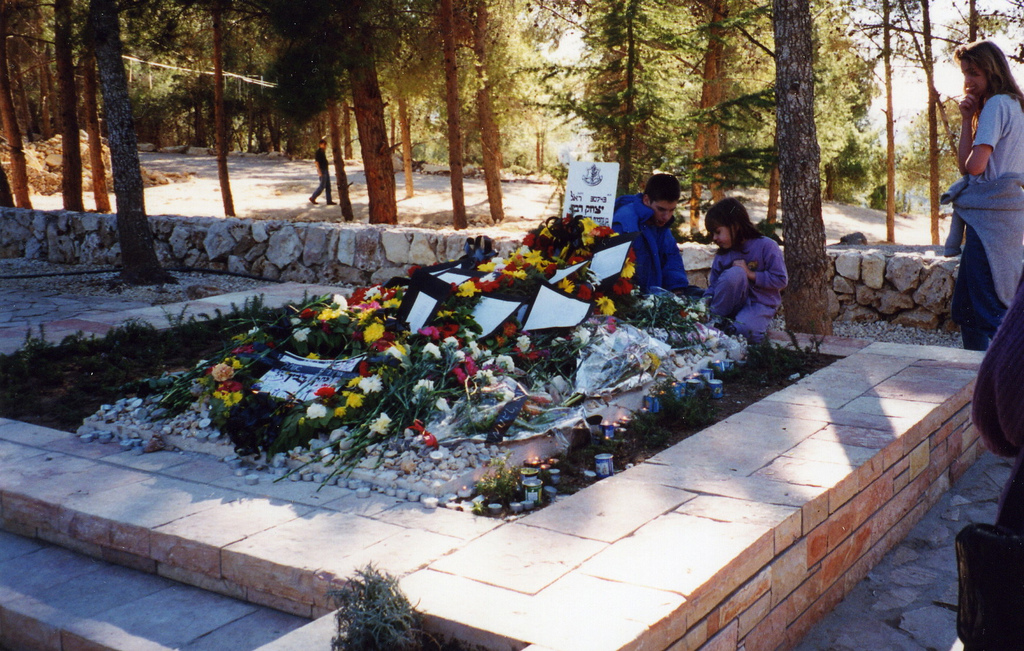
La tombe d'Yitzhak Rabin, en décembre 1995.
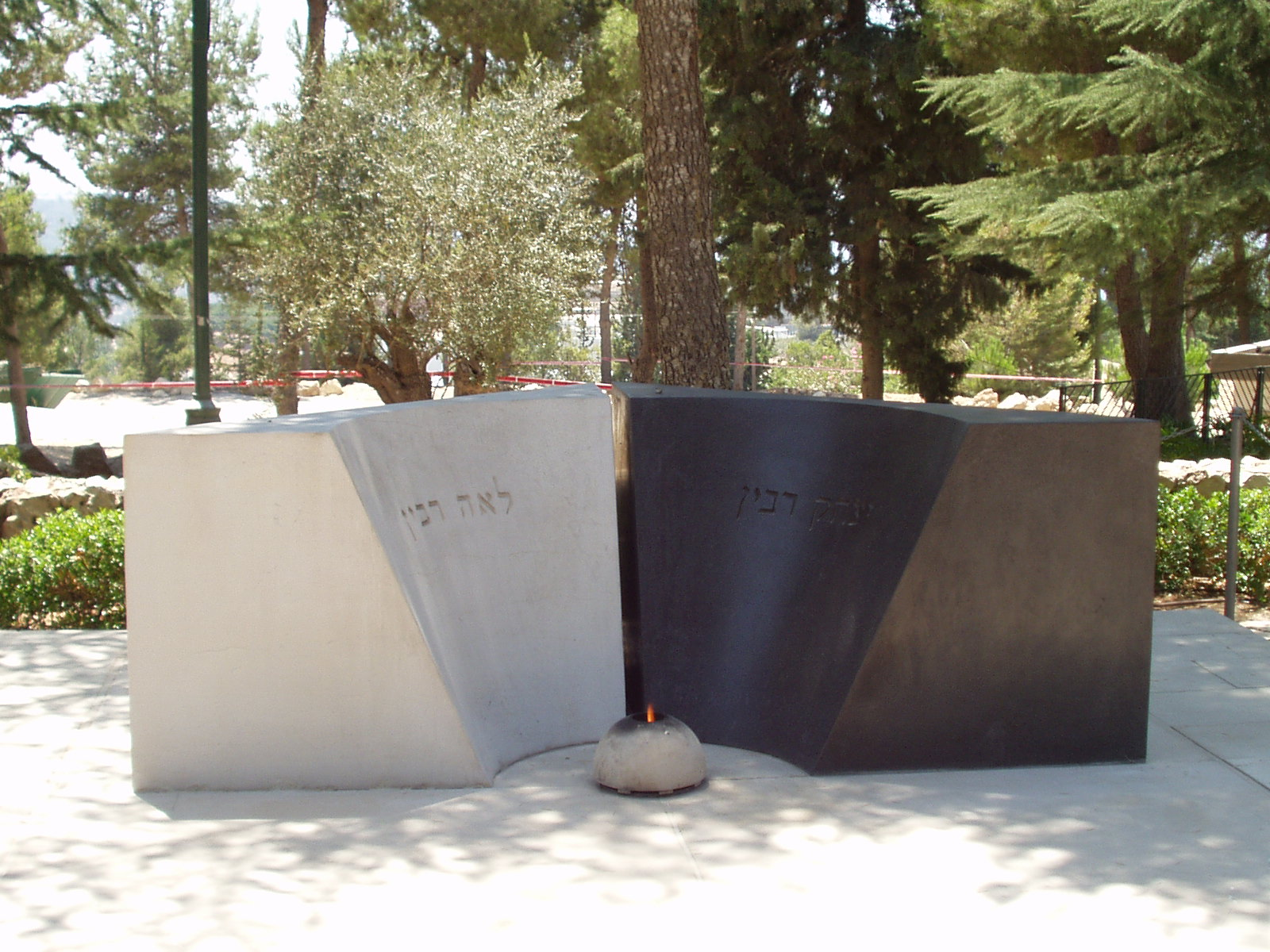
La tombe d'Yitzhak et Leah Rabin sur le Mont Herzl.
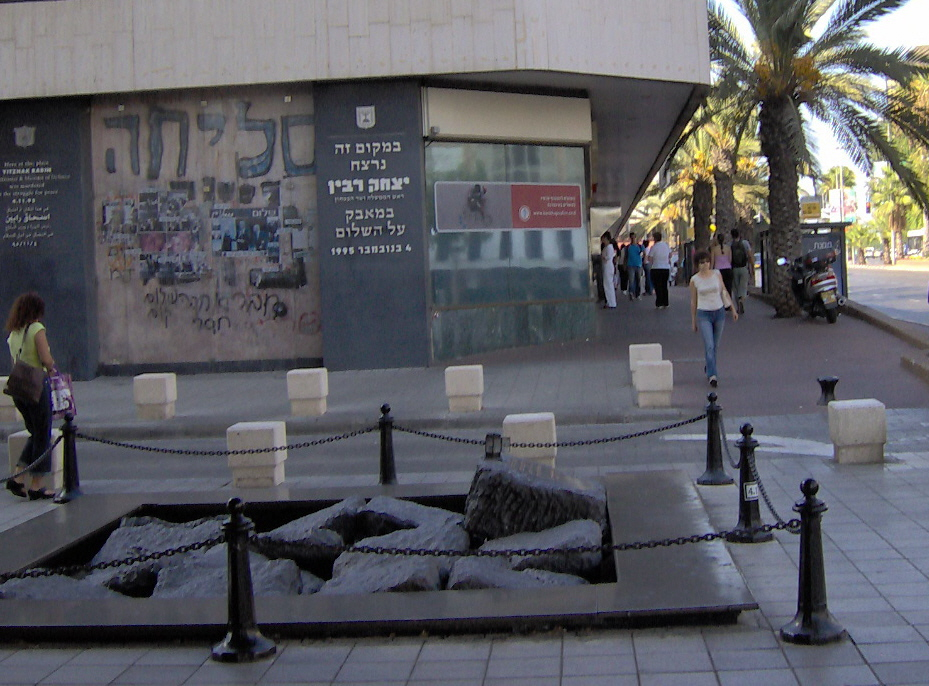
Le monument sur le lieu de l'assassinat, composé de pierres brisées, qui figurent le séisme politique que cet assassinat représente.

## Films
- Amos Gitaï, Yitzhak Rabin, chronique d’un assassinat, 2015

- Amos Gitaï, Le Dernier Jour d'Yitzhak Rabin, 2016.
- Yaron Zilberman, Incitement, 2019.